# Oliver North

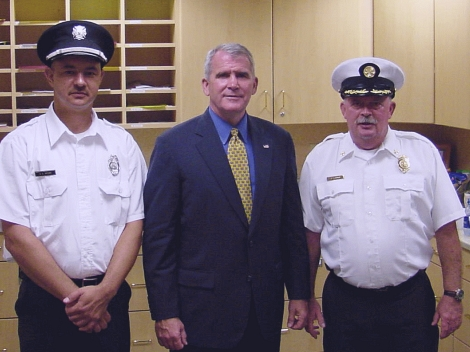
Oliver North (midden)

Oliver Laurence North (San Antonio (Texas), 7 oktober 1943) is een Amerikaans oud-marinier. Hij werd bekend door de Iran-Contra-affaire. Hierin was hij als officiële afgevaardigde van de regering-Reagan betrokken bij clandestiene wapenverkoop aan Iran. Met de opbrengst werden de Contra's in Nicaragua gesteund. Tot 2016 was hij de presentator van het programma War Stories van Fox News Channel. Tegenwoordig is North een conservatief politiek commentator. Sinds mei 2018 was hij - tot 27 april 2019 - voorzitter van de National Rifle Association, de invloedrijke belangenorganisatie die zich inzet voor het recht op wapenbezit in de VS.

## Levensloop
North diende 22 jaar lang in het Amerikaans marinierskorps, onder andere tijdens de Vietnamoorlog. Hij werd lid van de staf van de Nationale Veiligheidsraad van de regering-Reagan in 1981, was coördinator voor terrorismebestrijding van 1983 tot 1986, en werd uiteindelijk onderdirecteur voor politiek-militaire zaken. Hij coördineerde de invasie van Grenada in 1983. Hij speelde ook een belangrijke rol in de succesvolle poging in 1985 om de kapers van het passagiersschip de Achille Lauro in Italië te arresteren. North hielp mee aan de voorbereiding van de luchtaanvallen in 1986 op Libische militaire bases in Tripoli en Benghazi als vergelding op een bomaanslag in een Berlijnse nachtclub.

### Iran-Contra-affaire

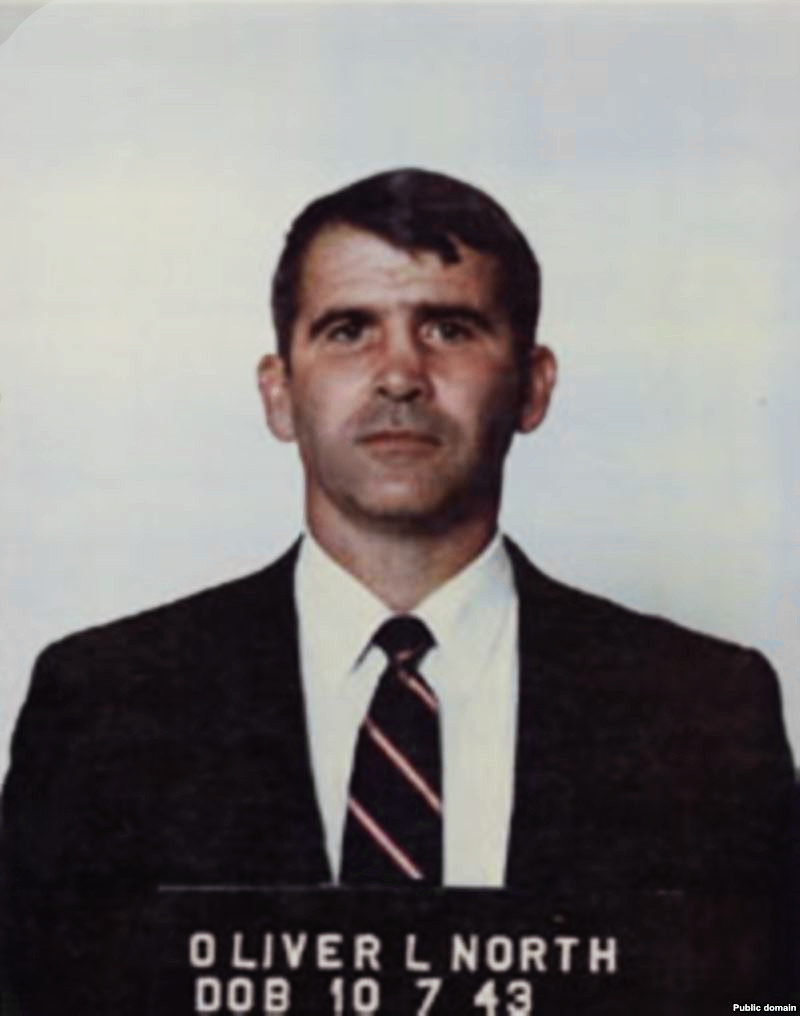
Politiefoto van Oliver North

In deze affaire was North de hoofdcoördinator van de geheime en onwettige verkoop van wapens via tussenwegen aan Iran, waarbij de inkomsten naar de Contra's in Nicaragua doorgesluisd werden. Hij was verantwoordelijk voor het opzetten van een geheim netwerk om de Contra's te helpen, onder andere via president Manuel Noriega van Panama.
In november 1986 werd North ontslagen door president Reagan, en in juli 1987 moest hij getuigen voor een comité van het Congres dat de affaire onderzocht. Tijdens de ondervraging gaf hij toe dat hij gelogen had tegen het Congres. Hij verdedigde zijn daden door te zeggen dat hij geloofde in het helpen van de Contra's, die hij zag als vrijheidsstrijders, en dat hij de illegale operatie een "goed idee" vond.
North werd voor het gerecht gebracht in 1988, beschuldigd van 16 misdrijven en op 4 mei 1989 werd hij voor drie daarvan veroordeeld: het aanvaarden van een illegale gift, het tegenwerken van een onderzoek door het Congres, en het vernietigen van documenten. Hij werd veroordeeld tot drie jaar gevangenisstraf met opschorting, twee jaar voorwaardelijk, $150.000 boete en 1.200 uur taakstraf.
Op 20 juli 1990 werd de veroordeling in beroep verworpen omdat hij geen eerlijk proces had gekregen doordat zijn eerdere getuigenis voor het Congres op tv was uitgezonden. Het Hooggerechtshof zag af van herziening van de zaak en de zaak werd verworpen.

### Latere leven
In 1994 probeerde North senator in Virginia te worden, maar dit lukte niet. Hij heeft meerdere boeken geschreven, waaronder Under Fire, One More Mission, War Stories — Operation Iraqi Freedom, Mission Compromised, The Jericho Sanction, en The Assassins. Hij schrijft ook columns, en was de gastheer van de televisieshow War Stories with Oliver North. In mei 2018 werd hij voorzitter van de NRA (de Amerikaanse wapenclub); op 27 april 2019 bedankte hij echter voor deze functie. Hij was medeschrijver van het script van de aflevering Martial Eagle uit het tweede seizoen van de serie The Americans, die gaat over het trainen van de Contra's in de VS in de jaren 80.